# 아산 천수원명 금고
아산 천수원명 금고(牙山 薦壽院銘 金鼓)는 대한민국 충청남도 아산시에 있는, 정풍(正豊) 7년(1162) 천수원(薦壽院)에서 발원하여 제작하였다는 명문이 새겨진 금고이다. 2010년 7월 30일 충청남도의 유형문화재 제206호로 지정되었다.

## 개요
금고(金鼓)는 타악기의 일종으로 반자(飯子)나 금구(金口) 또는 정고(鉦鼓)라고도 부르며 용도는 불교의식에 사용되었으며 사찰의 종루나 당(堂) 앞 처마에 걸어두고 쳐서 울리는 불구(佛具)의 하나이다.
〈천수원명 금고〉 금고에 정풍(正豊) 7년(1162) 천수원(薦壽院)에서 발원하여 제작하였다는 명문이 새겨져 있다. 앞면은 당좌구, 중구, 외구의 3부분으로 구획되어 있으며 옆면에는 1단 음각선으로 “正豊七年 壬午十一月日 牙州地 薦壽院金口一座 重拾三斤捌兩造 納棟梁道人 練如謹記”라는 명문이 새겨져 있어 고려 의종 27년(1162년)임을 알 수 있다. 이 금고를 사용한 사찰은 아산(牙州地) 천수원이고, 중량은 13근 8냥이며, 시주자는 동량도인 연여(練如)였다. 이처럼 명문에 의해 금고의 제작연대, 사용 사찰, 금고의 중량, 시주자 등을 확인할 수 있었는데, 명문은 금고를 주조한 후 음각선으로 새겨 넣었다.
〈천수원명 금고〉는 제작연대가 및 출토지가 분명하여 고려 전기 불교공예 및 미술사적 가치가 높다 할 수 있다.

## 참고 자료
- 천수원명금고 - 국가유산청 국가유산포털